# 1860 Барбаросса
1860 Барбаросса (1860 Barbarossa) — астероїд головного поясу, відкритий 28 вересня 1973 року.
Тіссеранів параметр щодо Юпітера — 3,383.